# Love Is Here and Now You're Gone
Love Is Here and Now You're Gone är en låt skriven av låtskrivartrion Holland-Dozier-Holland och lanserad som vinylsingel av The Supremes 1967. Låten blev gruppens nionde singeletta i USA, och låg etta på Billboardlistan en vecka. Den togs med på albumet The Supremes Sing Holland-Dozier-Holland. För ovanlighetens skull spelades låten inte in i Detroit utan med studiomusiker i Los Angeles, och detta är en av ett fåtal Motown-inspelningar där inte The Funk Brothers står för musiken.
Låten är notabel för sitt arrangemang med bland annat cembalo och stråkinstrument. Den innehåller även talade textstrofer av Diana Ross.
Michael Jackson spelade in låten till sitt debutalbum som soloartist, Got to Be There. Den inspelningen var också b-sida till hans singel "Rockin' Robin". Den finns även med på Phil Collins soul-coveralbum Going Back från år 2010.

## Listplaceringar
- Billboard Hot 100, USA: #1[1]
- Billboard R&B Singles: #1
- UK Singles Chart, Storbritannien: #17[2]